# Randy Couture
Randall Duane Couture (* 22. června 1963 Everett, Washington, USA) je americký komentátor smíšených bojových umění, herec, bývalý seržant americké armády, bývalý profesionální zápasník smíšených bojových umění a bývalý řecko-římský zápasník. Během svého působení v Ultimate Fighting Championship (UFC) se stal třikrát šampionem v těžké váze, dvakrát šampionem v polotěžké váze, prozatímním šampionem v polotěžké váze, což z něj dělá šestinásobného šampiona a vítěze turnaje UFC 13 v těžké váze. Je prvním zápasníkem v historii, který vyhrál šampionát UFC ve dvou různých divizích. 

## Kariéra
Randy Couture se zúčastnil 16 titulových zápasů. Spolu s bývalým šampionem UFC v těžké váze Stipe Miocicem drží rekord v počtu vítězství v zápasech o titul šampiona UFC v těžké váze (6). Má na svém kontě nejvíce titulů v UFC, a to šest. Jeho poslední zápas s Lyoto Machidou byl jeho 24. zápasem v UFC. Je čtvrtým členem Síně slávy UFC. Je jedním ze dvou bojovníků starších 40 let, kteří vyhráli zápas o titul šampiona UFC, a to hned čtyřikrát. Je jedním z mála šampionů MMA, kteří znovu získali titul, o který přišli, a jediným, který to dokázal třikrát (dvakrát v těžké váze, jednou v polotěžké váze).
Randy Couture byl náhradníkem v olympijském zápase a většinu své kariéry žil v Corvallisu v Oregonu, kde působil jako asistent trenéra a kondiční trenér na Oregon State University. Spolu s Mattem Lindlandem a Danem Hendersonem založil tréninkový kemp Team Quest. V roce 2005 se přestěhoval do Las Vegas, kde otevřel vlastní rozsáhlou síť tělocvičen pod názvem Xtreme Couture.

## Úspěchy

### UFC
- UFC Heavyweight Championship (3x)
- UFC Light Heavyweight Championship (2x)
- Interim UFC Light Heavyweight Championship (1x)

## Filmografie (výběr)

### Filmy
- Od kolébky do hrobu (2003)
- Nepřemožitelný (2006)
- Ten největší (2007)
- Podraz (2011)
- Expendables: Postradatelní 2 (2012)
- Bílá horečka (2013)
- Expendables: Postradatelní 3 (2014)
- Expend4bles: Postr4datelní (2023)